# Záluží
Záluží är en ort i Tjeckien.   Den ligger i regionen Mellersta Böhmen, i den centrala delen av landet, 50 km sydväst om huvudstaden Prag. Záluží ligger 374 meter över havet och antalet invånare är 478.
Terrängen runt Záluží är kuperad österut, men västerut är den platt.Runt Záluží är det ganska tätbefolkat, med 52 invånare per kvadratkilometer. Närmaste större samhälle är Hořovice, 3,1 km öster om Záluží. I omgivningarna runt Záluží växer i huvudsak blandskog.